# 克罗斯威克怪物
克罗斯威克怪物（英文：Crosswick Monster）是指1882年5月在美国新泽西州伯灵顿郡切斯特菲尔德镇克罗斯威克出现的一种神秘生物。克罗斯威克怪物长约30-40英尺（9.1-1.2米），站立高约12-14英尺（3.7-4.3米），头部宽约16英寸（35.6厘米），身体为黑色与白色鳞片覆蓋，有着大块黄色斑点，口腔内部为红色、舌头分叉，形象如双足蜥蜴。

## 历史
1882年5月，克罗斯威克两名在河边钓鱼的男孩遭遇一只怪物袭击，其中一名男孩被拖行至100码外一颗大树处，所幸被三名男性救下。随后小镇居民组织一支由60名成年男性组成的搜索队，搜索队砍掉据信为怪物巢穴的树木并与之搏斗，最终袭人怪物落败逃入丛林深处并消失在一处洞穴中，此后克罗斯威克怪物再未被目击过。 2018年9月，《Wilmington News Journal》专栏作者Isabella Warner前往克罗斯威克调查了此事。